# Gorges de la Guillera
Les Gorges de la Guillera és un congost de la Tet, a la comuna de Rodès, de la comarca del Conflent, però molt a prop de la de Bulaternera, de la comarca del Rosselló, a la Catalunya del Nord. Són pràcticament el límit fluvial entre les dues comarques. Estan situades en el curs de la Tet, a l'extrem de llevant del terme comunal de Rodès, molt a prop de l'extrem nord-oest del de Bulaternera.